# Máriusz
A Máriusz latin eredetű férfinév, a Marius nemzetségnévből ered, jelentése valószínűleg férfias.

## Rokon nevek
- Márió:[1] a Máriusz olasz megfelelője.[2]

## Gyakorisága
Az 1990-es években a Máriusz szórványos, a Márió igen ritka név, a 2000-es években nem szerepelnek a 100 leggyakoribb férfinév között.

## Névnapok
Máriusz
- január 19.[2]
- december 31.[2]

Márió:
- január 19.[2]

## Híres névviselők
- „Máriusz” utónevű személyek szócikkeinek listája a Wikidata alapján
- „Márió” utónevű személyek szócikkeinek listája a Wikidata alapján
- „Mario” utónevű személyek szócikkeinek listája a Wikidata alapján
- „Mário” utónevű személyek szócikkeinek listája a Wikidata alapján
- „Marius” utónevű személyek szócikkeinek listája a Wikidata alapján
- „Mariusz” utónevű személyek szócikkeinek listája a Wikidata alapján

### Kitalált személyek
- Super Mario – a videojátékok figurája